# Lasiothyris cerastes
Lasiothyris cerastes är en fjärilsart som beskrevs av Józef Razowski och Becker 1986. Lasiothyris cerastes ingår i släktet Lasiothyris och familjen vecklare. Inga underarter finns listade i Catalogue of Life.